# Pedro Monteiro Cardoso
Pedro Monteiro Cardoso (illa de Fogo, 13 de setembre de 1890 - Praia, 31 d'octubre de 1942) va ser un escriptor, poeta i folklorista capverdià. Va néixer el 1889 a l'illa de Fogo, a Cap Verd. Algunes fonts van afirmar que era originari de la Guinea Portuguesa (ara Guinea Bissau)
Va ser influenciat per un dels primers escriptors publicats del Cap Verd colonial, especialment poetes com Eugénio Tavares i altres, com José Lopes da Silva de l'illa de São Nicolau. Més tard es va traslladar a la capital colonial Praia on va escriure diversos llibres i poemes sobretot dels temes clàssics i romàntics. Més tard la seva obra influiria en altres treballs, inclosa poesia i relats curts, aquests també van aparèixer a la revista "Claridade" publicades de 1936 a 1960. Va morir a la capital colonial Praia el 1942 a l'edat de 53 anys, la causa va ser desconeguda però probablement va ser un càncer.